# Rhapsodie pour violon et orchestre no 1 de Bartók
 (février 2024).
Si vous disposez d'ouvrages ou d'articles de référence ou si vous connaissez des sites web de qualité traitant du thème abordé ici, merci de compléter l'article en donnant les références utiles à sa vérifiabilité et en les liant à la section « Notes et références ».
La Rhapsodies pour violon et orchestre no 1, Sz. 87, est une œuvre de Béla Bartók, écrite en même temps que la Rhapsodie pour violon et orchestre no 2 en 1928.
L'œuvre concertante pour violon et orchestre de Bartók comprend, outre ces deux pièces, deux concertos pour violon. Ces rhapsodies sont écrites chronologiquement entre son premier et son second concerto pour piano. Elles sont composées initialement pour violon et piano et sont orchestrées par la suite. Elles reprennent la forme de la csardas avec ses deux parties (lente et rapide).

## Contexte historique
Elle est dédiée au violoniste Joseph Szigeti, un ami du musicien. Un arrangement pour violoncelle et piano en a été fait par l'auteur. Sa création a lieu à Budapest par le dédicataire et le compositeur au piano le 22 novembre 1929. Son exécution demande environ 10 minutes. Le compositeur a pris des thèmes populaires magyars comme source d'inspiration.

## Réception
L'œuvre est jouée au Teatro del Maggio Musicale Fiorentino de Florence, le 4 avril 1934, parmi d'autres œuvres de compositeurs modernes, comme le Concerto pour la main gauche de Maurice Ravel, le Mouvement symphonique no 3 d'Arthur Honegger, le Psaume pour soprano et orchestre d'Igor Markevitch et Turkmenia de Boris Schechter. Elle y est interprété par Joseph Szigeti. Pour le critique Henry Prunières, l'œuvre « fut écrite avec la préoccupation de plaire au grand public ».
En 2013, l'Auditorium Maurice-Ravel en donne une version interprétée par Jennifer Gilbert dans un concert d'œuvres de compositeurs hongrois parmi lesquels se retrouvent le Concert Românesc de György Ligeti, Les Danses de Galanta et la suite tirée de Háry János de Zoltán Kodály et le Concerto pour piano no 3 de Bartók.